# 木津市
もしかして
- 木津川市

ではありませんか？
 2007年に京都府木津町、山城町、加茂町が合併し「木津川市（きづがわし）」が発足。木津市だった期間は存在しない。